# تشريح الحيوان

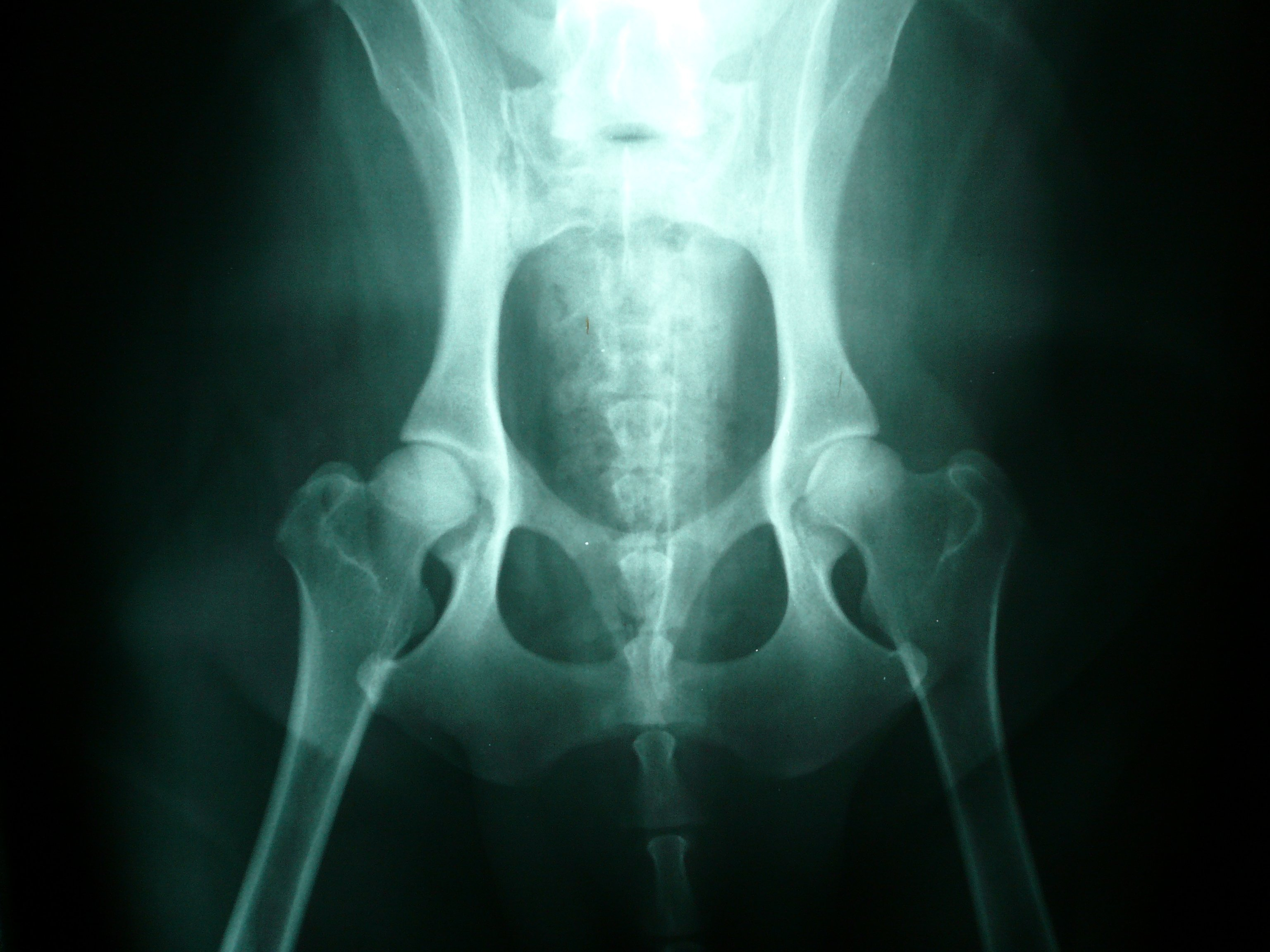
صورة بالأشعة السينية لحوض كلب طبيعي

تشريح الحيوان أو التشريح البيطري (بالإنجليزية: Veterinary anatomy)‏ هو دراسة الهياكل البيولوجية الداخلية ونظم الحيوانات، بما في ذلك الهيكل العظمي والجهاز التنفسي والقلب والأوعية الدموية والجهاز التناسلي والعصبي والعضلات.

غالبًا ما تشتمل برامج التكوين في التكنولوجيا البيطرية وعلوم الحيوان على دروس تشريح الحيوانات. تشمل برامج الطب البيطري في العادة دورات تدريبية في علم التصوير الشعاعي التشريحي (بالإنجليزية: Radiographic anatomy)‏، حيث يتعلم الطلاب كيفية أخذ الأشعة السينية من العظام والأنسجة الرخوة.